# Parque de Santo Domingo de Bonaval
El parque de Santo Domingo de Bonaval (en gallego: parque de San Domingos de Bonaval) es un parque de Santiago de Compostela (España). Está situado en una colina al noreste de la ciudad histórica, en el barrio de San Pedro, cerca del acceso tradicional a la ciudad por el camino francés. En su límite sur están el convento de Santo Domingo (dentro del cual se hallan el museo del Pueblo Gallego y el panteón de Gallegos Ilustres) y el Centro Gallego de Arte Contemporáneo, lo que crea un contraste entre lo antiguo y lo moderno.
El parque se inauguró el 24 de julio de 1994 al rehabilitarse la antigua finca y cementerio dominicos, sobre los que se asienta. Sus artífices fueron el arquitecto Álvaro Siza y la paisajista Isabel Aguirre. Tiene una superficie de 37 047 m² y su acceso principal está situado entre los dos citados museos. Dentro del parque se encuentran distintos niveles de altura, que están divididos por muros de esquisto, piedra sobre la cual se asienta la ciudad de Santiago, que han sido cuidadosamente restaurados.

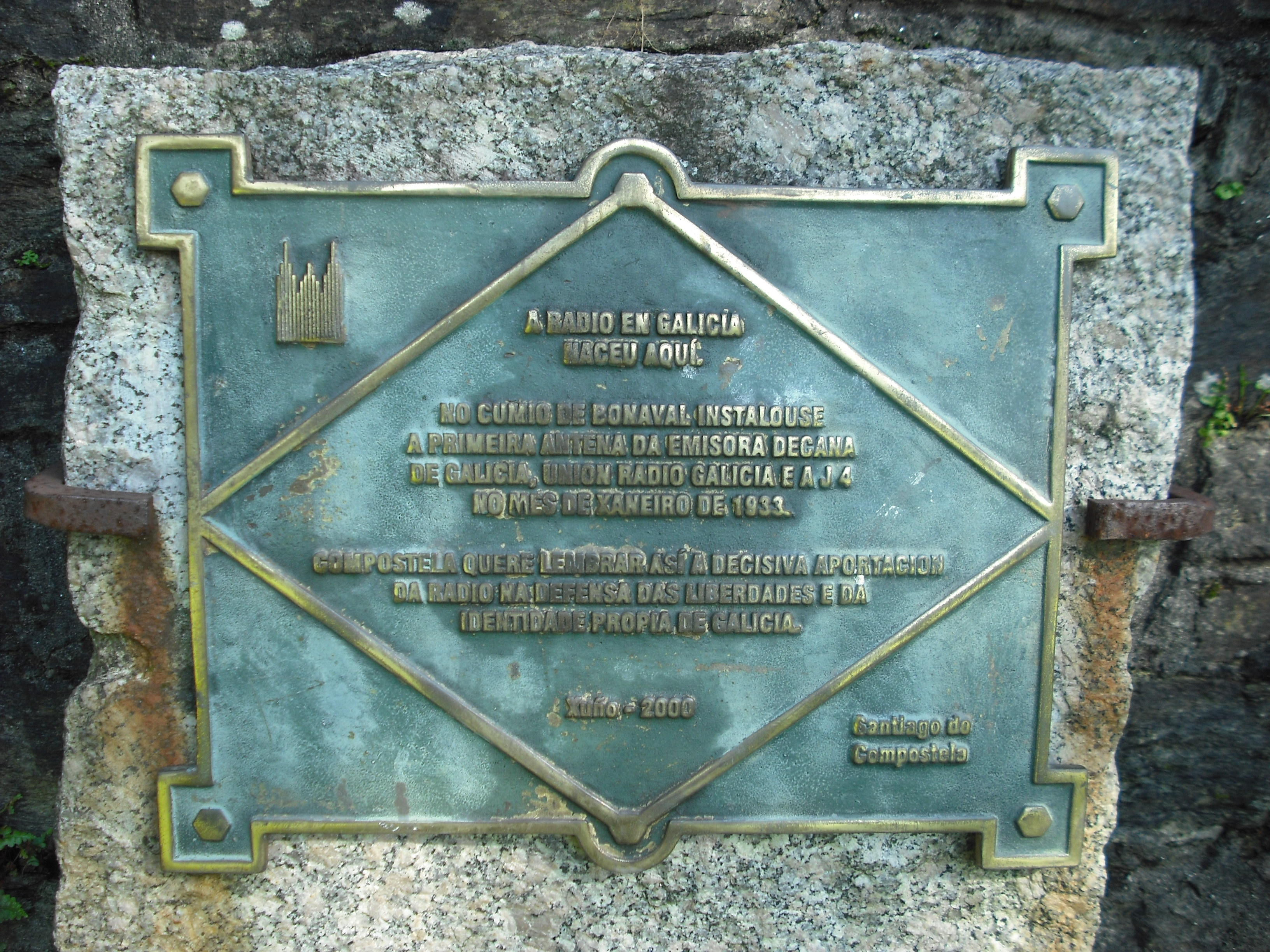
Placa conmemorativa de la primera antena de radio de Galicia

En él se pueden distinguir tres zonas claramente delimitadas. La primera es la inferior, que perteneció al Convento de Bonaval, y que los monjes usaban como huerta. En ella se cultivaban legumbres, frutas, uvas y, al pie del cementerio, centeno. En esta parte está situada una estatua de Eduardo Chillida llamada A porta da música (La puerta de la música). La segunda parte es la del antiguo cementerio, desde donde hay una vista panorámica de la ciudad antigua y se han construido unos nuevos jardines. La tercera parte, separada de la anterior por un muro de piedra, es la del antiguo robledo. En ella se colocó la primera antena de radio de Galicia, y quedan restos además de una mina y un lavadero.